# Santiago Ixcuintla
Santiago Ixcuintla è un comune del Messico, situato nello stato di Nayarit, il cui capoluogo è la località omonima.

## Monumenti e luoghi d'interesse

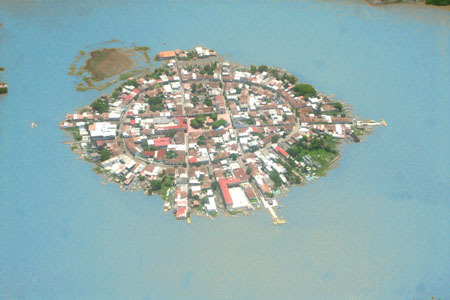
Vista pnoramica dell'Isola di Mexcaltitán

- Isola di Mexcaltitán -